# 59 (число)
Вижте пояснителната страница за други значения на 59.
59 (петдесет и девет) е просто, естествено, цяло число, следващо 58 и предхождащо 60.
Петдесет и девет с арабски цифри се записва „59“, а с римски цифри – „LIX“. Числото 59 е съставено от две цифри от позиционните бройни системи – 5 (пет) и 9 (девет).

## Общи сведения
- 59 е нечетно число.
- 58 е атомният номер на елемента празеодим.
- 58-ият ден от годината е 28 февруари.
- 58 е година от Новата ера.

## Любопитни факти
- Броят на държавите с движение на превозните средства в лявата лента е 59.